# Copa Hopman 1993
La Copa Hopman 1993 corresponde a la 5.ª edición de dicho torneo de equipos nacionales de tenis compuestos por dos tenistas, una mujer y un hombre. Participan 12 equipos en total, representando a República Checa, Alemania, España, Estados Unidos, Francia, Sudáfrica, Austria, Suiza, Australia, Japón, Israel y Ucrania. 
La competencia comenzará el 8 de enero de 1993 en el Burswood Entertainment Complex de Perth, Australia.

## Final
| \| 1 \| \| Steffi Graf \| 6 \| 6 \| \| \| \| \| 1 \| \| Arantxa Sánchez Vicario \| 4 \| 3 \| \| \| \| \| 2 \| \| Michael Stich \| 7 \| 6 \| \| \| \| \| 2 \| \| Emilio Sánchez \| 5 \| 3 \| \| \| \| \| 3 \| \| Steffi Graf / Michael Stich \| \| \| \| no \| \| \| 3 \| \| Arantxa Sánchez Vicario / Emilio Sánchez \| \| \| \| disputado \| \| |                     |                                          |   |   |  |           |  |
| 1 | Bandera de Alemania | Steffi Graf                              | 6 | 6 |  |           |  |
| 1 | Bandera de España   | Arantxa Sánchez Vicario                  | 4 | 3 |  |           |  |
| 2 | Bandera de Alemania | Michael Stich                            | 7 | 6 |  |           |  |
| 2 | Bandera de España   | Emilio Sánchez                           | 5 | 3 |  |           |  |
| 3 | Bandera de Alemania | Steffi Graf / Michael Stich              |   |   |  | no        |  |
| 3 | Bandera de España   | Arantxa Sánchez Vicario / Emilio Sánchez |   |   |  | disputado |  |

| Predecesor: 1992 | Copa Hopman 1993 | Sucesor: 1994 |